# 沙里沙普
沙里沙普，是匈牙利科马罗姆-埃斯泰尔戈姆州所辖的一个村。总面积14.48平方公里，总人口2821，人口密度194.8人/平方公里（2011年1月1日）。